# Гомін, гомін по діброві
«Гомін, гомін по діброві» — українська народна пісня козацької доби, що відображає трагічні та героїчні аспекти боротьби українського народу проти іноземних загарбників.

## Історія
Пісня належить до козацьких народних пісень і зображує період, коли український народ захищав рідну землю від турецько-татарських нападів. Вона відзначається багатством ідейного змісту, емоційною наснаженістю та високою художністю.

## Виконання
- Одне з найвідоміших виконань пісні належить гурту «Хорея Козацька», який представляє староукраїнське звучання із застосуванням історичних інструментів, таких як кобза, ліра, корнет та інші. Пісня увійшла до їхнього альбому Карміна Сарматіка (2009)[1][2]

- Сучасне рок-звучання пісня отримала у спільній версії Тараса Чубая та гурту Kozak System, яку включено до альбому Пісні самонаведення (2014)[3]
- У 1980-х роках пісню виконував Дмитро Гнатюк[4], надаючи їй класичного естрадного звучання. Крім того, її часто виконували українські хорові колективи, зокрема хор імені Г. Верьовки та київський хор «Гомін».

## Варіанти
| Гомін, гомін, гомін, Гомін по діброві, Туман поле покриває; Мати сина виганяє: "Іди, сину, іди, сину, Пріч од мене - Нехай тебе орда візьме, Нехай тебе орда візьме!" - "Мене, мати, мене, мати, Орда знає - В чистім полі об'їжджає, В чистім полі об'їжджає". - "Іди, сину, іди, сину, Пріч од мене - Нехай тебе ляхи візьмуть, Нехай тебе ляхи візьмуть!" - "Мене, мати, мене, мати, Ляхи знають - Пивом-медом напувають, Пивом-медом напувають". - "Іди, сину, іди, сину, Пріч од мене - Нехай тебе турчин візьме, Нехай тебе турчин візьме!" - "Мене, мати, мене, мати, Турчин знає - Сріблом-злотом наділяє, Сріблом-злотом наділяє". - "Іди, сину, іди, сину, Пріч од мене - Нехай тебе москаль візьме, Нехай тебе москаль візьме!" - "Піду, мати! Піду, мати! Москаль мене добре знає - Давно уже підмовляє, Давно мене підмовляє. У москаля, у москаля Добре жити: Будем татар-турків бити, Будем татар-турків бити!" Гомін, гомін, гомін, Гомін по діброві, Туман поле покриває, Мати сина призиває: "Вернись, синку, вернись, синку, Додомоньку - Змию тобі головоньку, Змию тобі головоньку!" - "Мене, нене, мене, нене, Змиють дощі, А розчешуть густі терни, А висушать буйні вітри!" |

| Гомін, гомін, гомін по діброві, Туман поле покриває, Гей, туман поле, поле покриває, Мати сина проганяє. - Іди, синку, іди пріч од мене, Нехай тебе орда візьме! - Гей, мене, мамо, мене орда знає, В чистім полі обминає. - Іди, сину, іди пріч од мене, Нехай тебе турчин візьме! -Гей, мене, мамо, мене турчин знає, Сріблом, златом наділяє. - Іди, синку, іди пріч од мене, Нехай тебе ляхи візьмуть! - Гей, мене, мамо, мене й ляхи знають, Пивом, медом напувають. - Іди, синку, іди пріч од мене, Нехай тебе москаль візьме! - Гей, мене, мамо, мене москаль знає, Жить під себе підбиває. - Вернись, вернись, сину, додомоньку, Змию тобі голівоньку! - Гей, мені, мамо, мені змиють дощі, А розчешуть густі терна. - Гей, мені, мамо, мені змиють дощі, А розвіють буйні вітри. |